# Freiburger Burschenschaft Teutonia

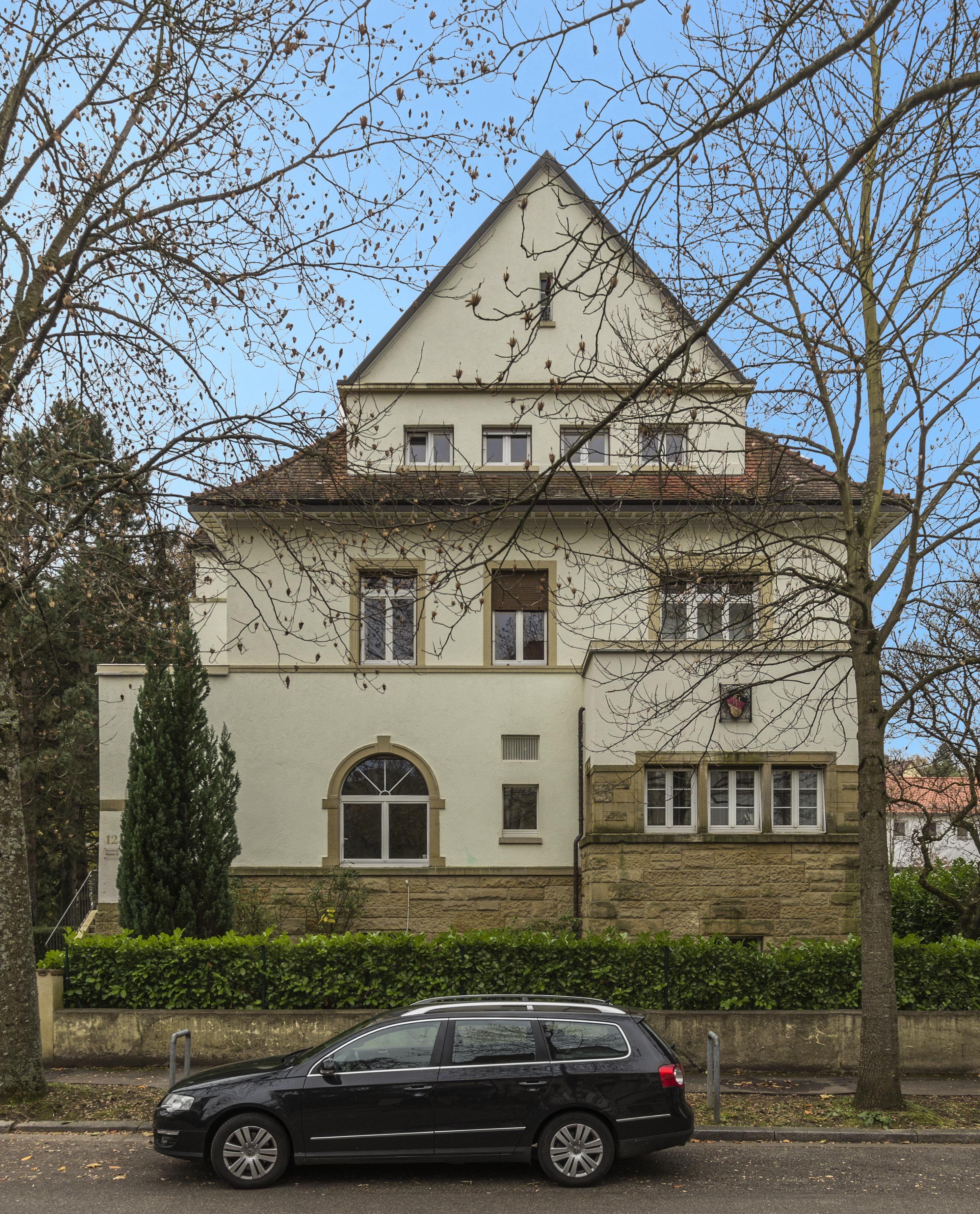
Das Teutonenhaus in der Maria-Theresia-Straße

Die Freiburger Burschenschaft Teutonia ist eine schlagende und farbentragende Studentenverbindung in Freiburg im Breisgau. Die älteste Burschenschaft vor Ort wurde 1851 gegründet und war Mitgründerin sowohl des Eisenacher Deputierten-Conventes, des Allgemeinen Deputierten-Conventes, der Roten Richtung als auch der Initiative Burschenschaftliche Zukunft und der Allgemeinen Deutschen Burschenschaft. Sie vereint Studenten und ehemalige Studenten der Albert-Ludwigs-Universität Freiburg in einem Freundschafts- und Lebensbund.

## Couleur und Wahlspruch
Das Band der Teutonia hat die Farben Schwarz-Karmesinrot-Gold mit goldener Perkussion, Füchse tragen ein schwarz-gold-schwarzes.  Seit dem 135. Stiftungsfest trägt der jeweilige Sprecher zusätzlich zum Burschenband ein Band in den Gründungsfarben Grün-Gold-Rot. Als Kopfbedeckung wird eine karmesinrote kleine Tellermütze bzw. seit 1876 auch ein dunkelroter Stürmer getragen. Ihr Wahlspruch lautet: Voran und beharrlich für Freiheit, Ehre, Vaterland!

## Geschichte

### Gründungsphase und Verbandsgründung
In der Tradition der Alten Freiburger Burschenschaft wurde die Teutonia 1851 von zwölf in Freiburg studierenden Schulfreunden, ehemalige Mitglieder einer Gymnasialverbindung, als Progress-Verbindung mit den Farben Grün-Gold-Rot gegründet; die burschenschaftlichen Farben Schwarz-Rot-Gold waren noch verboten; es wurde eine grüne Studentenmütze getragen. Seit einer Arminia in den 1840er Jahren hatte es bis dato kein Burschenschaft in Freiburg mehr gegeben. Ausgesprochener Zweck der Teutonia war es nun, ein Gegengewicht gegen die angestrebte Suprematie der Corps zu schaffen. In den 1850er Jahren wurde ein Paukverhältnis mit dem Freiburger Senioren-Convent geschlossen.
1856 wurde ein Freundschaftsverhältnis mit der Burschenschaft Germania Gießen begründet, das in Folge auf die Burschenschaften Arminia Breslau und Germania Jena ausgedehnt und später um die Burschenschaften Teutonia Würzburg und Saxonia Heidelberg ergänzt wurde. Diese Burschenschaften traten später ins Norddeutsche Kartell ein, dem die Teutonia von 1858 bis zu dessen Auflösung 1872 angehörte.
Im Wintersemester 1857/58 wurde der Fuxen-Status eingeführt. 1861 änderte man das Couleur in die nunmehr erlaubten Farben Schwarz-Rot-Gold. 1864 bis 1866 gehörte die Teutonia dem Eisenacher Burschenbund an. Sechs Teutonen nahmen am Deutschen Krieg 1866 teil. Im Deutsch-Französischen Krieg 1870/71 fiel ein Mitglied der Burschenschaft. Der akademische Verein Alemannia, der seit den 1860er Jahren an der Universität gemeinsam mit der Teutonia gegen die Corps aufgetreten war, trat am 24. Januar 1879 als Burschenschaft Alemannia Freiburg ins burschenschaftliche Lager über und bildete mit Teutonia fortan den Freiburger Deputierten-Convent. 1898 schloss sich diesem auch die ehemalige Landsmannschaft Saxo-Silesia an.
1874 war die Teutonia Gründungsmitglied des Eisenacher Deputierten-Conventes (EDC) und nachdem sich dieser aufgelöst hatte, am 20. Juli 1881 an der Gründung des Allgemeinen Deputierten-Conventes (ADC) beteiligt, der sich ab 1902 Deutsche Burschenschaft (DB) nannte. 1888 schied sie aus dem ADC aus, weil der Teutone Karl Heimburger öffentlich erklärt hatte, bei der Reichstagswahl 1887 für einen Sozialdemokraten gestimmt zu haben. Auf dem Burschentag im Mai 1888 griff Alemannia Bonn die Teutonia dafür scharf an. Nachdem der Burschentag einen Rechtfertigungsversuch abgelehnt und eine Missbilligung ausgesprochen hatte, verließen die anwesenden Teutonen die laufende Sitzung, was als Austritt gewertet wurde. Teutonia wurde 1892 jedoch wieder aufgenommen.

### Die Zeit bis zum Zweiten Weltkrieg
1900 wurde ein eigenes Korporationshaus in der Bismarckstraße eingeweiht. Für dieses schuf Julius Seitz eine Büste Otto von Bismarcks, die heute jedoch nicht mehr existiert.

Die Teutonia als Mitglied der Deutschen Burschenschaft (1915)

Am 10. Januar 1920 war die Teutonia an der Gründung der Roten Richtung beteiligt, der sie mit Unterbrechungen bis 1963 angehörte.
Im Wintersemester 1930/31 bestand die Teutonia aus 300 Alten Herren und 99 Mitgliedern der Aktivitas. Der Deutschen Burschenschaft gehörte sie bis zu deren Auflösung an und war beim sog. „Festakt“, dem Niederlegen der Fahnen, auf der Wartburg am 18. Oktober 1935 mit dabei. Sie bestand zunächst als Kameradschaft Teutonia weiter, dann nach deren Auflösung 1936 als Kameradschaft „Karl Winter“. Während des Zweiten Weltkrieges fielen 75 Mitglieder der Teutonia, nach bereits 52 Mitgliedern im Ersten Weltkrieg. Durch den Bombenangriff auf Freiburg am 27. November 1944 wurde das Verbindungshaus vollständig zerstört.

### Nachkriegszeit
Nach dem Ende des Zweiten Weltkrieges wurde die Teutonia rekonstituiert und trat am 4. Juni 1954 wieder der Deutschen Burschenschaft bei. Die Teutonia bezog ein neues Verbindungshaus in der Maria-Theresia Straße.
1969 gab die Teutonia die Pflichtmensur auf und wurde deswegen aus der Deutschen Burschenschaft ausgeschlossen. Anfang 1971 trat die Teutonia wieder bei.
Der Rektor der Freiburger Universität Bernhard Stoeckle feierte mit der Teutonia 1980 den Tag der Deutschen Einheit und hob das an der Universität geltende Farben-Verbot auf, nachdem sich zum Semesterbeginn Mitglieder der Teutonia in Couleur in eine Vorlesung gedrängt hatten.
Die Teutonia war 2012 Gründungsmitglied der Initiative Burschenschaftliche Zukunft (IBZ) und gehört ihr seitdem an. 2013 ist die Teutonia nach längerer Diskussion aus der Deutschen Burschenschaft ausgetreten. Im Herbst 2016 begründete sie als eine von 27 Burschenschaften die Allgemeine Deutsche Burschenschaft (ADB). Zwischen 2016 und 2019 war sie Mitglied im Kartell Roter Burschenschaften (KRB), welches die Tradition der historischen Roten Richtung weiterführt.
Seit 1851 feiert die Teutonia ihr Stiftungsfest auf der Zähringer Burg.

## Bekannte Mitglieder
- Robert Allmers (1872–1951), Industrieller, Präsident des Reichsverbandes der deutschen Automobilindustrie
- Heinrich von und zu Bodman (1851–1929), badischer Jurist und Politiker, Präsident des badischen Staatsministeriums
- Max Boeckh (1843–1913), Jurist und Politiker, Abgeordneter in der Ersten Kammer des Badischen Landtags
- Erdmann Werner Böhme (1906–1992), Verkehrs- und Musikwissenschaftler
- Friedrich Boettcher (1842–1922), Journalist und Politiker, Reichstagsabgeordneter
- Albert Bürklin (1844–1924), Politiker (Nationalliberale Partei), Reichstagsabgeordneter
- Günther Deilmann (1904–2002), Mediziner, Ehrenbürger der Gemeinde Merkers-Kieselbach
- Hans Ebert (1889–1967), Abgeordneter im Provinziallandtag Schleswig-Holstein
- Johann Georg Eschbacher (1830–1909), Mediziner und Mitglied der Zweiten Kammer der badischen Landstände
- Siegfried Emmo Eulen (1890–1945), Offizier und Gründer des Volksbundes Deutsche Kriegsgräberfürsorge
- Heinrich Eweler (1902–1966), SS-Sturmbannführer, Kriminalpolizist
- Max Fleischmann (1877–1935), Jurist und Oberbürgermeister von Greifswald, Mitglied des Preußischen Herrenhauses, Mitglied des Landtags für die Provinz Pommern
- Hans Furler (1904–1975), Politiker (CDU), MdB, Präsident des Europäischen Parlamentes
- Karl von Grimm (1830–1898), Jurist und Politiker, Reichstagsabgeordneter, Mitglied der Zweiten Kammer der badischen Landstände
- Alfred Hagenunger (1877–1948), Landrat in Stockach und Emmendingen
- Johann Hauler (1829–1888), klassischer Philologe
- Karl Heimburger (1859–1912), Direktor des Humboldt-Gymnasiums Karlsruhe und Mitglied sowie Zweiter Vizepräsident der Badischen Ständeversammlung
- Gustav Hestermann (1894–1935), Jurist und Politiker (Wirtschaftspartei), Landtagsabgeordneter Preußen
- Eugen Holtzmann (1848–1901), Unternehmer und Politiker (NLP), Reichstagsabgeordneter
- Kurt Janthur (1908–1995), Gouverneur von Poltawa, Landrat in Büdingen, Forstdirektor
- August Joos (1833–1909), Mitglied der Badischen Ständeversammlung, badischer Oberamtmann, Präsident des badischen Verwaltungsgerichtshofes, des Kompetenzgerichtshofes und der Oberrechnungskammer
- Albert Jung (1874–1934), Oberamtmann in Eppingen, Breisach und Ministerialbeamter
- Rudolf Kaltenbach (1842–1892), Gynäkologe
- Hermann Kohlhase (1906–2002), Jurist und Politiker (FDP), Oberbürgermeister der Stadt Bielefeld, Wirtschaftsminister, Verkehrsminister und Bauminister des Landes Nordrhein-Westfalen
- Cornelius Krieg (1838–1911), katholischer Theologe und Professor für Pastoraltheologie und Pädagogik an der Universität Freiburg
- Paul Krückmann (1866–1943), Rechtswissenschaftler und Geheimer Justizrat
- Karl Kübler (1831–1907), Mitglied der Zweiten Kammer der Badischen Ständeversammlung
- Hans Lohmeyer (1881–1968), Oberbürgermeister von Königsberg i. Pr.
- Emil Lugo (1840–1902), Maler und Grafiker
- Wilhelm Maier (1913–1964), Physiker und Hochschullehrer
- Heinrich Martius (1885–1965), Arzt, Gynäkologe und Geburtshelfer
- Ekkehart Meroth (* 1957), Jurist, Hochschullehrer, Bürgermeister von Bad Krozingen (1998–2014)
- Oskar Muser (1850–1935), Jurist und Politiker, Mitglied der Badischen Nationalversammlung sowie der Badischen Ständeversammlung
- Julius Neßler (1827–1905), Chemiker, Mitglied der Zweiten Kammer der Badischen Ständeversammlung
- Friedrich Alfred Schmid Noerr (1877–1969), Schriftsteller
- Wilhelm Nokk (1832–1903), badischer Jurist und Politiker, Präsident des badischen Staatsministeriums
- Alfred Onnen (1904–1966), Jurist und Bundestagsabgeordneter (FDP), Bürgermeister von Jever
- Friedrich Ribstein (1885–1957), Landrat im Landkreis Müllheim
- Rudolf Ritter (1905–1994), Landrat im Kreis Altkirch, Erster Bürgermeister von Lahr
- Rudolf Schädler (1845–1930), liechtensteinischer Abgeordneter und Landtagspräsident
- Hans Schelble (1877–1927), Pädiater und Hochschullehrer
- Karl Schnetzler (1846–1906), Politiker, Oberbürgermeister von Karlsruhe
- Theodor Schube (1860–1934), Naturforscher, Botaniker und Gymnasialprofessor
- Karl Siegrist (1862–1944), Politiker, Oberbürgermeister von Karlsruhe
- Ludwig Sprauer (1884–1962), Mediziner, höchster Medizinalbeamter der Republik Baden
- Adolf Steinhofer (1908–1990), Chemiker
- Ernst Friedrich Sturm (1829–1876), Gymnasialprofessor, Erzähler, Dichter und Übersetzer, Gründungsbursch
- Johann Baptist Trenkle (1826–1891), badischer Archivar und Historiker
- Eduard Uibel (1846–1925), Landgerichtspräsident in Freiburg im Breisgau, Abgeordneter in der Badischen Ständeversammlung und Präsident des Evangelischen Oberkirchenrats in Karlsruhe (Ehrenmitglied)
- Max Walleser (1874–1954), Indologe

Mitgliederverzeichnis:
- Willy Nolte (Hrsg.): Burschenschafter-Stammrolle. Verzeichnis der Mitglieder der Deutschen Burschenschaft nach dem Stande vom Sommer-Semester 1934. Berlin 1934. S. 1032.